# Комшешть
Комшешть, Комшешті (рум. Comșești) — село у повіті Клуж в Румунії. Входить до складу комуни Турень.
Село розташоване на відстані 308 км на північний захід від Бухареста, 16 км на південь від Клуж-Напоки.

## Населення
За даними перепису населення 2002 року у селі проживали 240 осіб.
Національний склад населення села:
| Національність | Кількість осіб | Відсоток |
| -------------- | -------------- | -------- |
| румуни         | 175            | 72,9%    |
| угорці         | 65             | 27,1%    |

Рідною мовою назвали:
| Мова      | Кількість осіб | Відсоток |
| --------- | -------------- | -------- |
| румунська | 174            | 72,5%    |
| угорська  | 66             | 27,5%    |